# كولرا (جرندة)
بلدية كولرا (بالإسبانية: Colera) هي بلدية تقع في مقاطعة جرندة التابعة لمنطقة كتالونيا شمال شرق إسبانيا.

## الديموغرافيا
بلغ عدد سكان بلدية كولرا 593 نسمة عام 2011 (وفقاً للمعهد الوطني الإسباني للإحصاء).
| 422 | 581 | 575 | 606 | 592 | 573 | 593 |